# Clause Molière
La clause de langue française, dite clause Molière, est une mesure qui vise à « protéger les ouvriers et soutenir l'emploi local ». En effet, les règles de sécurité d'un chantier de bâtiment et travaux publics étant rédigées en français, il est de la responsabilité du maître d'ouvrage de les faire appliquer, ce qui commence par veiller à leur compréhension. La clause Molière consiste donc à imposer l'usage du français sur les chantiers publics en inscrivant une clause dans les appels d'offres de marchés publics. Si un employé ne parle pas français, l'entreprise se doit de faire appel à un interprète. L'objectif affiché de cette clause est d'améliorer la communication entre les différents intervenants notamment en matière de sécurité ou d'exécution des tâches.
Selon ses opposants, notamment certaines organisations syndicales et personnalités politiques, elle viserait surtout à restreindre l'accès des travailleurs détachés au marché du travail français et constituerait ainsi une discrimination.
Le nom communément donné à cette clause fait référence à la périphrase désignant la langue française comme « la langue de Molière ».

## Origine
La ville d'Angoulême, sous l'impulsion du maire-adjoint chargé des finances et de la commande publique Vincent You, est la première en France à instaurer une clause Molière dans les appels d'offres de ses marchés publics. Ce dernier s'est lancé dans une campagne médiatique visant à généraliser l'utilisation de la clause Molière par les administrations publiques et les collectivités territoriales. Selon lui, cette clause vise d'abord à « protéger les ouvriers et à soutenir l'emploi local » contre la concurrence des travailleurs détachés. Il a ainsi mis en place un guide pratique permettant aux élus d'insérer cette clause tout en respectant la loi.
Le 1er avril 2016, un amendement à la loi Travail est déposé par le député Yannick Moreau en commission des affaires sociales. Il propose de compléter l'article L. 1262‑2 du code du travail relatif aux travailleurs détachés par un amendement selon lequel « au titre de la protection des salariés, tout salarié détaché doit parler et comprendre le français. À défaut, l’employeur doit prendre à sa charge les services d’un interprète ». Cet amendement n'a finalement pas été soutenu, il n'a pas été défendu par son auteur lorsque celui-ci a été appelé en séance.
Présenté au Sénat en juin 2016 par le sénateur Mathieu Darnaud et vingt-quatre autres sénateurs du parti Les Républicains, l'amendement a été rejeté avec 184 voix contre 142. Les sénateurs UDI, pourtant membres de la majorité au Sénat, ont rejeté le texte.
Parmi les soutiens au Sénat, à noter celui du sénateur Jean-Baptiste Lemoyne, devenu en 2017 secrétaire d'État au sein du gouvernement d'Édouard Philippe[réf. souhaitée].

## Applications

### Mairies
La ville d'Angoulême a été la première ville de France à utiliser la clause Molière pour ses marchés publics.

### Conseils régionaux et conseils départementaux
Le 9 février 2017, la région Auvergne-Rhône-Alpes adopte, sous l'impulsion de son président Laurent Wauquiez, l'instauration d'une clause Molière dans les chantiers pour lesquels la région est maître d’œuvre. Une brigade de contrôle sera déployée pour s'assurer que les travailleurs maîtrisent bien les consignes simples de sécurité.
Le 9 mars 2017, le conseil régional d'Île-de-France adopte une série de mesures visant à améliorer l'accès des TPE et PME aux marchés publics. Parmi les mesures prises, l'introduction de clauses Molière pour « s’assurer que l’ensemble des ouvriers comprennent et parlent le français, et si c’est impossible, imposer la présence d’un interprète ». Cette mesure, proposée par Les Républicains, reçoit le soutien des conseillers Front national mais l'opposition des élus MoDem, pourtant membres de la majorité, qui y voient une stigmatisation des travailleurs détachés ainsi que des travailleurs étrangers issus de l'immigration légale dont le travail est un des vecteurs d'intégration. Les élus de gauche se sont opposés à cette mesure et ont mis en cause sa légalité.
Ces deux régions viennent prendre la suite d'autres collectivités qui ont adopté la clause Molière sans polémique particulière : la région Pays de la Loire en tout premier, puis celle des Hauts-de-France, la région Centre (PS) et celle de Normandie (UDI).
Plusieurs départements ont aussi choisi d'appliquer cette méthode : Charente, Vendée, Nord, Haut-Rhin, Corrèze, Alpes-Maritimes, Oise et Bouches-du-Rhône.
En juillet 2017, le tribunal administratif (TA) de Nantes valide l'usage et la rédaction de la clause Molière dans un marché de la région Pays de la Loire. Toutefois, le 22 novembre 2017, le rapporteur public du Conseil d’État se prononce en faveur de l'annulation de l'ordonnance rendue par le TA de Nantes, en raison de l'irrégularité de la clause Molière. Les juges du Palais Royal n'ont pas suivi l'avis du rapporteur public et, par son arrêt du 4 décembre 2017, le Conseil d'État confirme l'ordonnance du juge des référés du TA de Nantes. À l'appui de cette décision, le Conseil d'État retient que la clause d'interprétariat litigieuse « s’applique indistinctement à toute entreprise quelle que soit sa nationalité » et qu'eu égard à ce caractère universel et à l'intérêt général qu'elle revêt, elle « n’est pas discriminatoire ni ne constitue une entrave à la libre circulation »,,.

## Critiques

### Syndicats
Le président du MEDEF Pierre Gataz indique en mars 2017 que la clause Molière ne lui « parait pas une bonne réponse pour construire l'Europe de demain ». Il préfère que l'accent soit mis sur la lutte contre la fraude aux travailleurs détachés.
Philippe Martinez, secrétaire général de la CGT, qualifie en mars 2017 cette mesure de « purement électoraliste » et « scandaleuse ». Il appelle les dirigeants politiques à œuvrer en faveur de l'harmonisation des règles en matière de protection sociale et de sécurité.

### Personnalités politiques
Dans un courrier adressé à François Fillon, Élisabeth Morin-Chartier, la rapporteur pour le Parlement européen sur la révision de la directive sur les travailleurs détachés, fait part de son inquiétude concernant la clause de langue française. Selon elle, cette clause irait à l'encontre des principes fondateurs de l'Union européenne, parmi lesquels la liberté de circulation des citoyens et des travailleurs. Elle met en garde le candidat à l'élection présidentielle contre un éventuel repli nationaliste de la France.

## Légalité
Le 13 décembre 2017, le tribunal administratif de Lyon annule la délibération du conseil régional de l'Auvergne-Rhône-Alpes imposant l'usage du français sur les chantiers pour lutter contre le travail détaché, invoquant un « détournement de pouvoir », mettant en doute le motif de la sécurité des travailleurs avancé par la région : « La délibération a été adoptée, non pour assurer la protection de la santé et la sécurité des salariés, mais pour exclure les travailleurs détachés des marchés publics régionaux et favoriser les entreprises régionales en méconnaissance des principes de liberté d'accès à la commande publique et d'égalité de traitement des candidats. »